# Дгармапала (магараджа Котте)
Дгармапала (*1541 — 27 травня 1597) — останній магараджа Котте у 1551—1597 роках. Відомий також як Жуан Дгармапала Періа Бандара. З самого початку опинився під впливом родичів, що вели боротьбу з Португалією. Зрештою став васалом останньої і прийняв католицтво. 1580 року заповів свою державу Португалії, внаслідок чого король Філіпп II Габсбург у 1597 році зміг отримати більшість острова Шрі-Ланка практично без спротиву.

## Життєпис

### Молоді роки
Походив з роду Малал-Іригал, що за жіночої лінією був пов'язаний з династією Сірі Сангабо. Син Відії Бандари, раджи Мадампе, та Самадрадеві (доньки магараджи Бгуванайкабаху VII). Народився 1541 року. 1542 року, його дід-магараджа, оскільки не мав синів (за деякими відомостями вони померли в той же час під час епідемії віспи в Гоа), оголосив Дгарампалу своїм спадкоємцем. 1543 року було створено золоту статую Дгармапали, яку з брагманом Пандетіром було відправлено до португальського короля Жуана III, де той наказав її коронувати. Тим самим Португалія визнала Дгармапалу за спадкоємця в державі Котте. 1546 року влаштовано шлюб Дгармапали з донькою Джаявіри Бандари, магараджи Канді.

### Регентство
В січні 1552 року після замаху помер Бгуванайкабаху VII. Відія Бандара рушив до Котте, де він керував похоронною церемонією, а потім оголосив Дгармапалу новим маграджею. З огляду на те, що останній був досить молодим Відія Бандара зосередив в себе владу, отримавши посаду на кшталт регента. В цей час на острів прибув португальський віцекороль Афонсу де Норонья, зайнявши столицю Котте, де намагався захопити державну скарбницю. Втім ситуацію врятувала поразка португальського загону на чолі із Жоржі де Каштру від Джаявіри Бандари.
З огляду на це Норонья запропонував Відії Бандарі союз проти давнього ворога Котте — Маядуне, правителя Сітаваки: віцекороль мав отримати 200 тис. парданнів (на кшталт рупій), з яких 100 тис. повинна була становити половина здобичі, в обмін на надання 3 тис. вуяків та грамат. Оскільки регент не мав таких грошей, то Афонсу де Норонья взяв 80 тис. парданів. Похід був успішний, внаслідок чого було захоплено практично усю Сітаваку зі столицею. Але усю здобич захопили португальці як борг у 20 тис. парданів. Відія Бандара збирався виступити проти португальців, але йому забракло сил. Цим скористався Норонья, що захопив Котте, яке пограбував. При цьому поставив регентом Сембахапа Перумала та став вимагати навернення Дгармпалаи у католицтво. Але в останньому віцекороль отримав відмову. Тоді захпоив регента, якого звільнив за 5 тис. парданів.
1552 року невдовзі як португальці залишили острів, Відія Бандара очолив повстання, відновивши свою владу та взявши в облогу португальську факторію в Колон Тоту. Втім не досяг успіхів. 1554 року сюди прибув новий віцекороль Педру де Машкареньяш, який зміцнив та розширив цю факторію. Саме тоді він перейменував Колон Тоту на Коломбо. Лагуна поблизу була висушена і перетворена на укріплення. За цим завдав поразки Відіє Бандарі, якого захопив у полон. Мати магараджи разом з Дгармапалою втекла до держави Сітавака. Потім за викуп звільнила чоловіка. Війська Котте перейшли до партизанських дій проти португальців.
Невдовзі Самудрадеві помирає, а Відія Бандара одружився з донькою раджі Маядуне. Шлюб виявився невдалим, внаслідок чого в серпні 1555 року Маядуне уклав союз з губернатором Португальської Індії Франсішку Баррету. Невдовзі Відія Бандара зазнав поразки й втік до держави Канді, а Дгармапала опинився під владою португальців, які перевезли його до Коломбо. Невдовзі Відія Бандара зазнав нової поразки втік до Джафни, де загинув.

### Під владою Португалії
1556 року фактичну владу в державі (як регенту) португальці передали Сембахапу Перумалу, який прийняв католицтво. Останній привіз до Котте велику кількість католицьких місіонерів. Невдовзі Дгармапала та його дружина хрестилися, прийнявши імена Жуан і Ізабелла відповідно. За цим хрестилося 70 тис. сингалів. Невдовзі Дгармапала рушив до Лісабону, де був прийнятий регентом — кардиналом Енріке Еворським, де отримав титул графа і титулувався принцом Цейлону. На зворотньому шляху помирає його дружина.
При прибутті 1558 року Дгармапали до Гоа, Маядуне спробував захопити Котте під приводом захисту буддизму від християнізації, але зазнав поразки від Афонсу Перейри де Ласерди. Сам магараджа 1563 року остаточно перебрався до Коломбо, фактично відсторонившись від влади. У 1564—1565 роках Котте витримала потужну облогу. Втім незважаючи на відступ Маядуне держава Котте фактично припинила існування: її узбережжя захопили португальці, а внутрішні дісавані (провінції) контролював Маядунне. Невдовзі у Коломбо португальський капітан Діого де Мело Коутіньйо спробував отрути Дгармапалу наркотиком у вині, який, хоча і не вбив його, спричинив втрату зубів і заїкання.
1574 року португальцями було влаштовано шлюб між Дгармапалою та донькою Караліядде Бандари, магараджи Канді, яка прийняла католицтво як Маргарита. 1576 року отримав військову допомогу від Баїннауна. імператора Таунгу.
У 1579—1580 роках Коломбо витримав облогу військ Маядуне. Під час облогу Дгармапала оголосив своїм спадкоємцем Енріке, короля Португалії. 1581 році це право перейшло до іспанського короля Філіппа II Габсбурга. Це 4 листопада 1583 року підтвердив Дгармапала. 1587—1588 роках перебував в Коломбо під час нової облоги сінгалами.
1593 року після смерті Раджасінги, магараджи Сітавака, його держава швидко поринула у кризу. Цим скористався Дгармапала, що відправив загони, які швидко зайняли колишнні володіння держави Котте та власне територію Сітаваки, захопивши в останньому величезні скарби. 1596 року португальці допомогли придушити заколот самозванця Домінго Корреа (християнізованого сінгала). 1597 року Дгармапала помер, а його володіння було приєднано до Іспано-Португальської корони Габсбургів — Ієронімо де Азеведу, генерал-капітан Коломбо, підписав конвенцію з намісниками всіх дісавані Котте, згідно з якою король Філіп Габсбург офіційно проголошений королем Котте.